# Staudach-Egerndach
Staudach-Egerndach è un comune tedesco di 1 102 abitanti, situato nel land della Baviera.